# Kaán Károly-kulcsosház
A Kaán Károly-kulcsosház turistaház a Balaton-felvidéken, a Szent György-hegyen. A hegy északkeleti oldalán, nem messze a Kőkaputól található, Kisapáti közigazgatási területén. Tulajdonosa és fenntartója Kisapáti Község Önkormányzata.
A 30 fő befogadására alkalmas épületegyüttes kulcsosházként, turistaszállóként üzemel. Kulcs a közeli Kisapátiban, az önkormányzatnál kérhető.
A turistaház az Országos Kéktúra ötödik szakaszának egyik állomása, pecsételőhelye. A túrapecsét a turistaház keleti homlokzatán levő ablak spalettái mögött található.

## Történelem
A menedékházat a Magyarországi Kárpát-egyesület tapolcai Balaton osztálya építtette 1934-ben; június 24-én avatták fel. Először Darányi Kálmán volt földművelésügyi miniszterről, majd a második világháború után Kaán Károlyról nevezték el. 1941-ben felújításon esett át. A háború utáni politikai helyzetre jellemző módon, a polgári turistaegyesületek feloszlatása után a házat is elkobozták. A házat később egy ajkai turistaegyesület, majd Kisapáti önkormányzata kezelte.
2020 és 2024 között a kisapáti önkormányzat a Kisfaludy-program keretében felújíttatta, a korábbiakkal szemben fürdőt és wc-t is kialakítottak az épületben. A berendezésre ugyanakkor már nem maradt forrás, ezért használt bútorok felajánlását kérték.